# 漩涡镇
漩涡镇，是中华人民共和国陕西省安康市汉阴县下辖的一个乡镇级行政单位。
2015年，陕西省民政厅批复同意撤销上七镇，并入漩涡镇。

## 行政区划
漩涡镇下辖以下地区：
集镇社区、三塘村、群英村、堰坪村、联合村、金星村、田堰村、发扬村、大涨河村、石庙村、柏家村、朝阳村、梓中村、茨沟村、姚家河村、东河村、黄龙村、中银村、双河村、塔岭村、渭河村、桃花沟村、凤凰村、终南寺村、营盘村、龙泉村、鳌头村、关垭村和松河村。